# CD274

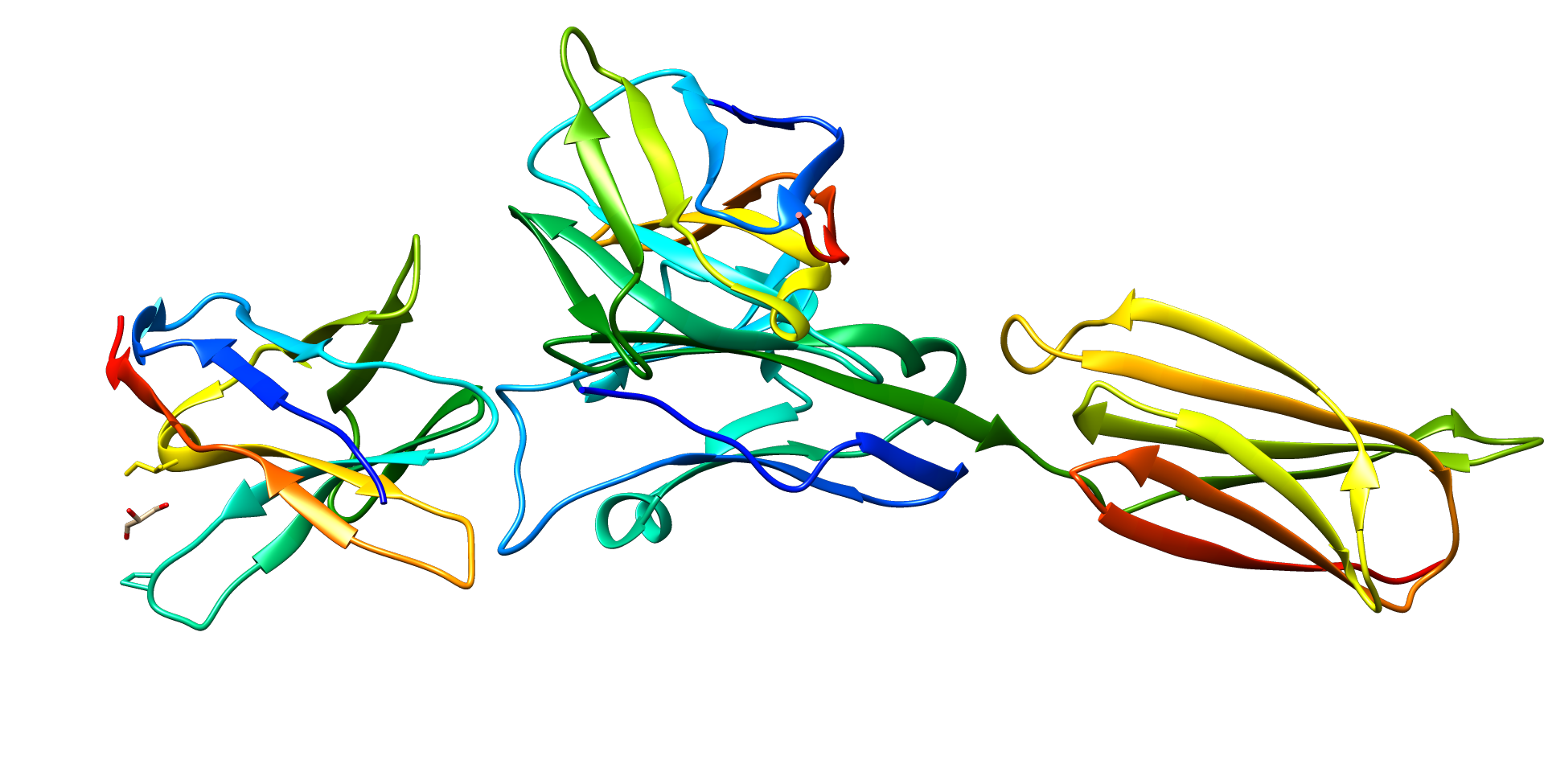
Визуализация белка

PDCD1LG1 (англ. Programmed cell death 1 ligand 1), или PD-L1 (англ. Programmed death-ligand 1, PD-L1) — мембранный белок суперсемейства иммуноглобулинов, продукт гена CD274. Лиганд рецептора PDCD1.

## Функции
PD-L1 является белком с молекулярной массой 40 кДа, который играет главную роль в подавлении иммунной системы в определённых случаях, таких как беременность, пересадка тканей, аутоиммунные заболевания, гепатит и др. Связывание PD-L1 с PD-1 либо с B7.1 приводит к ингибирующему сигналу, который снижает пролиферацию антиген-специфических T-лимфоцитов в лимфатических узлах и одновременно уменьшает апоптоз регуляторных T-лимфоцитов (противовоспалительных, супрессорных T-клеток).

## История
Первоначально белок был описан как иммунная регуляторная молекула B7-H1. Позже она была переименована в PD-L1, поскольку было обнаружено, что белок является лигандом PD-1 Несколько клеточных линий человека характеризуются высокой экспрессией PD-L1 и было обнаружено, что блокада этого белка приводит к снижению роста опухоли в присутствии иммунных клеток. В то время из наблюдения был сделан вывод, что белок помогает опухолевым клеткам избегать противо-ракового иммунитета.